# Lithophane disposita
Lithophane disposita là một loài bướm đêm trong họ Noctuidae.